# Sebastián Santos Calero
Sebastián Santos Calero (Sevilla, 1943) es un escultor español.

## Biografía
Hijo del imaginero Sebastián Santos Rojas (1895-1977). Inició su formación en la Escuela de Bellas Artes de Sevilla y la continuó en la Real Academia de Bellas Artes de San Fernando de Madrid. 
Su labor ha sido premiada con diferentes galardones,  entre ellos el obtenido en el año 1995, por su obra La derrota, en el Certamen Internacional del Deporte en las Bellas Artes organizado por el Comité Olímpico Español,  premio que le fue entregado por Sofía de Grecia, reina de España. Ejerce la docencia en la Universidad de Sevilla donde es catedrático en el departamento de escultura.

## Obras
- Vendimiadora.[4] Premio en la XII Exposición de Pinturas y Esculturas convocada con motivo de la XXV edición de la Fiesta de la Vendimia de Jerez de la Frontera (1972).
- La pobreza.[4]
- Erótica de una comunicación.[4]
- Maternidad. Obra realiza en resina que representa en estilo figurativo contemporáneo una mujer con un niño. Se encuentra en el rectorado de la Universidad de Sevilla.[5]
- Monumento al estudiante, situado en la Universidad Rey Juan Carlos de Madrid.
- Mural del Banco de Andalucía situado en la calle Velázquez (Madrid).
- Monumento a San Juan de Dios en Las Palmas de Gran Canaria.
- Escultura en bronce que representa a Blas Infante con los brazos abiertos en el momento de su fusilamiento (Sevilla).[6]
- Estatua de Manolo Caracol (Sevilla).
- Estatua de La Paquera de Jerez situado en Jerez de la Frontera.
- Monumento a Juan de Mesa, en la Plaza de San Lorenzo de Sevilla.
- Monumento a Santa Ángela de la Cruz de Umbrete (Sevilla).
- Estatua de Curro Romero (Sevilla).
- Monumento a la Duquesa de Alba (Cayetana Fitz-James Stuart) en Sevilla.[7]

## Galería de imágenes

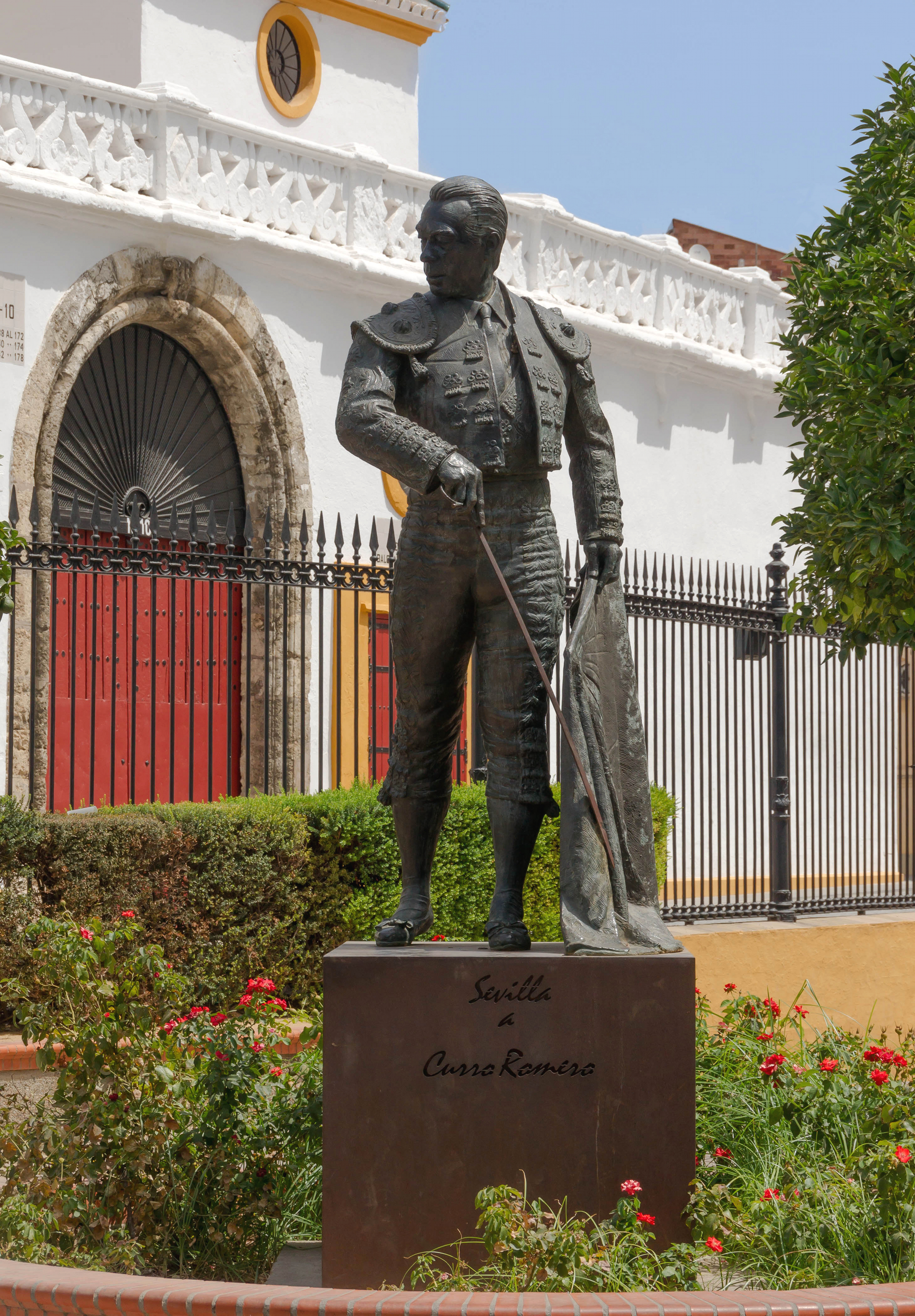
Estatua de Curro Romero junto a La Maestranza de Sevilla.
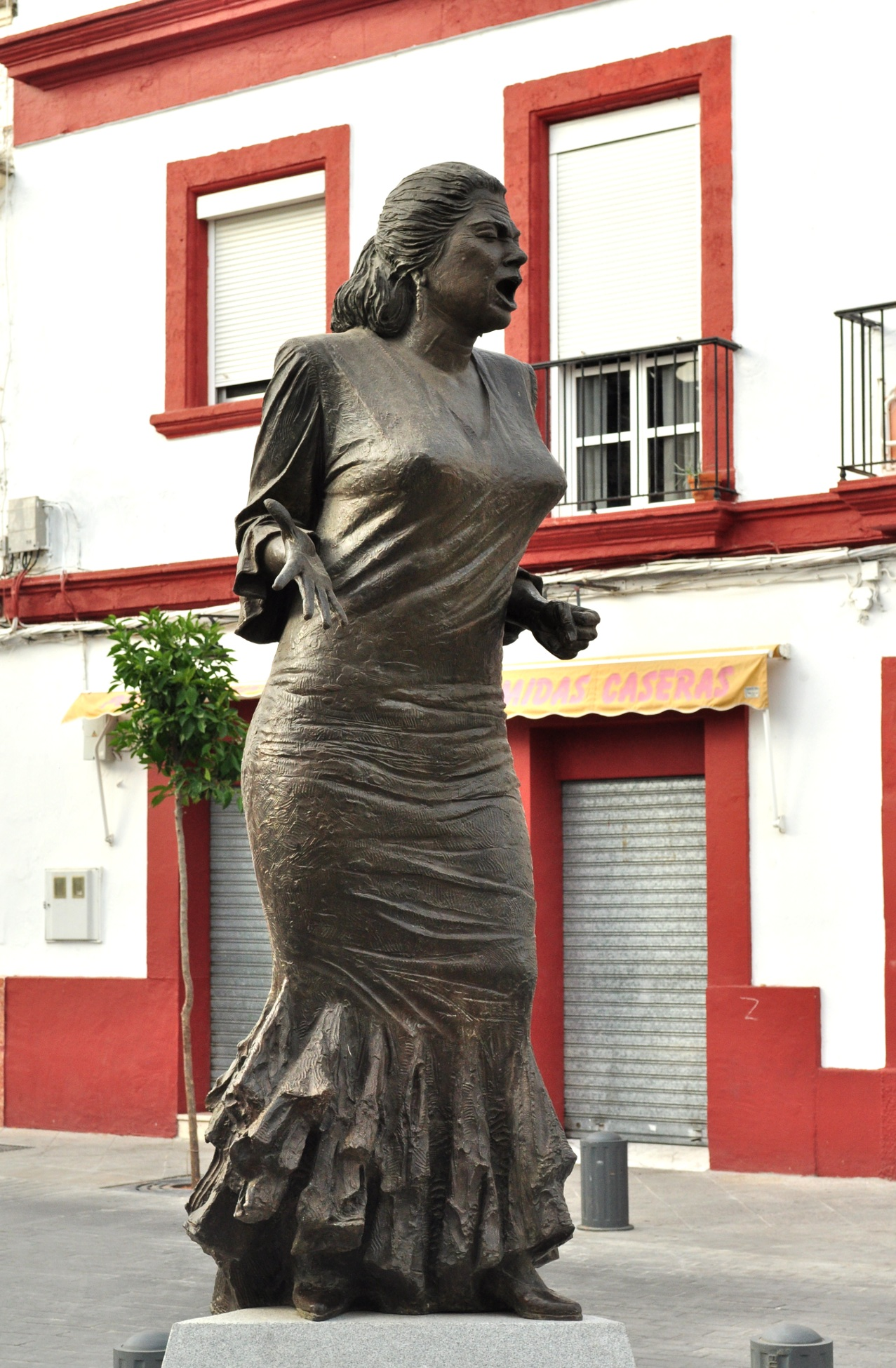
Monumento a La Paquera de Jerez.
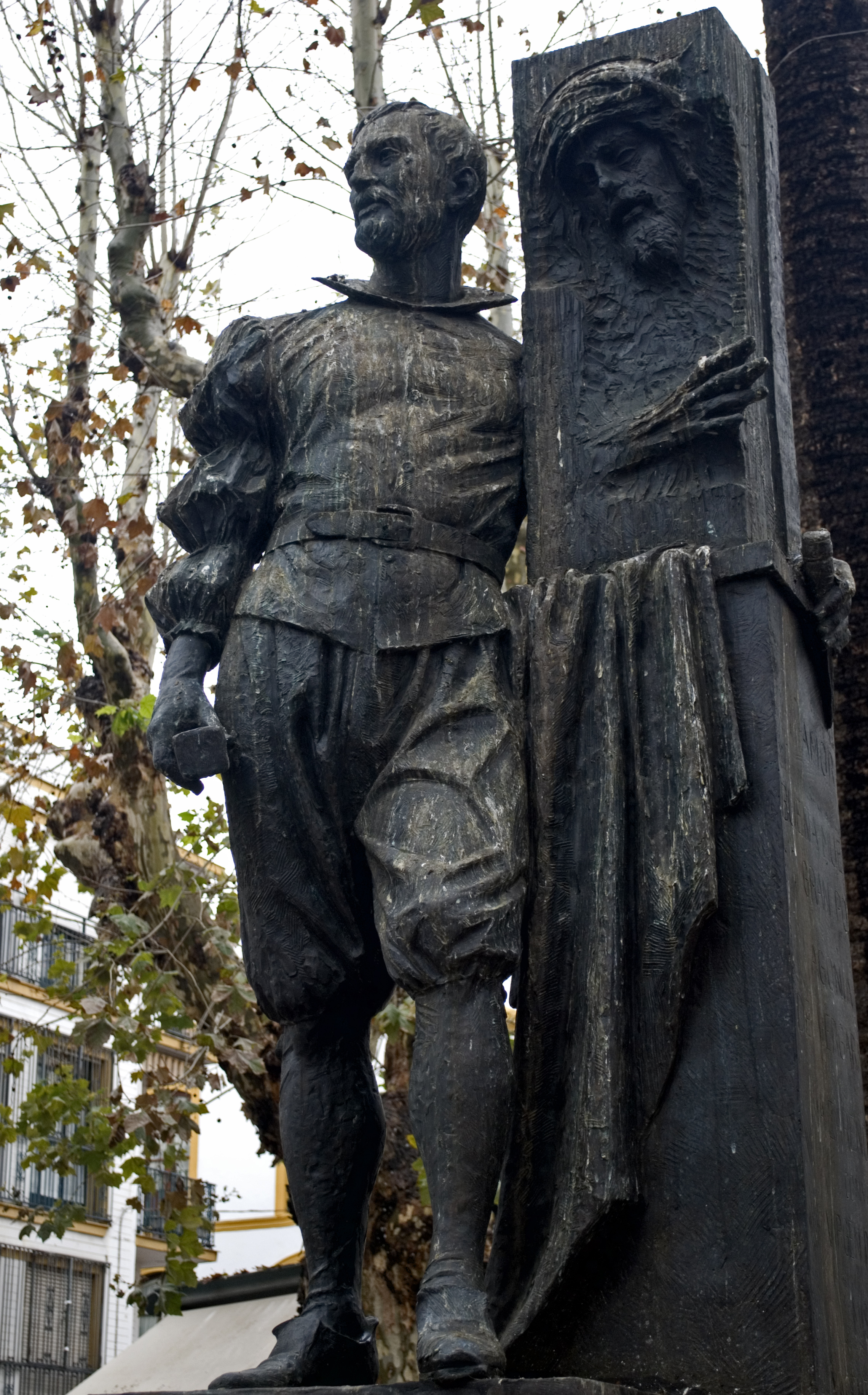
Monumento a Juan de Mesa (Sevilla).
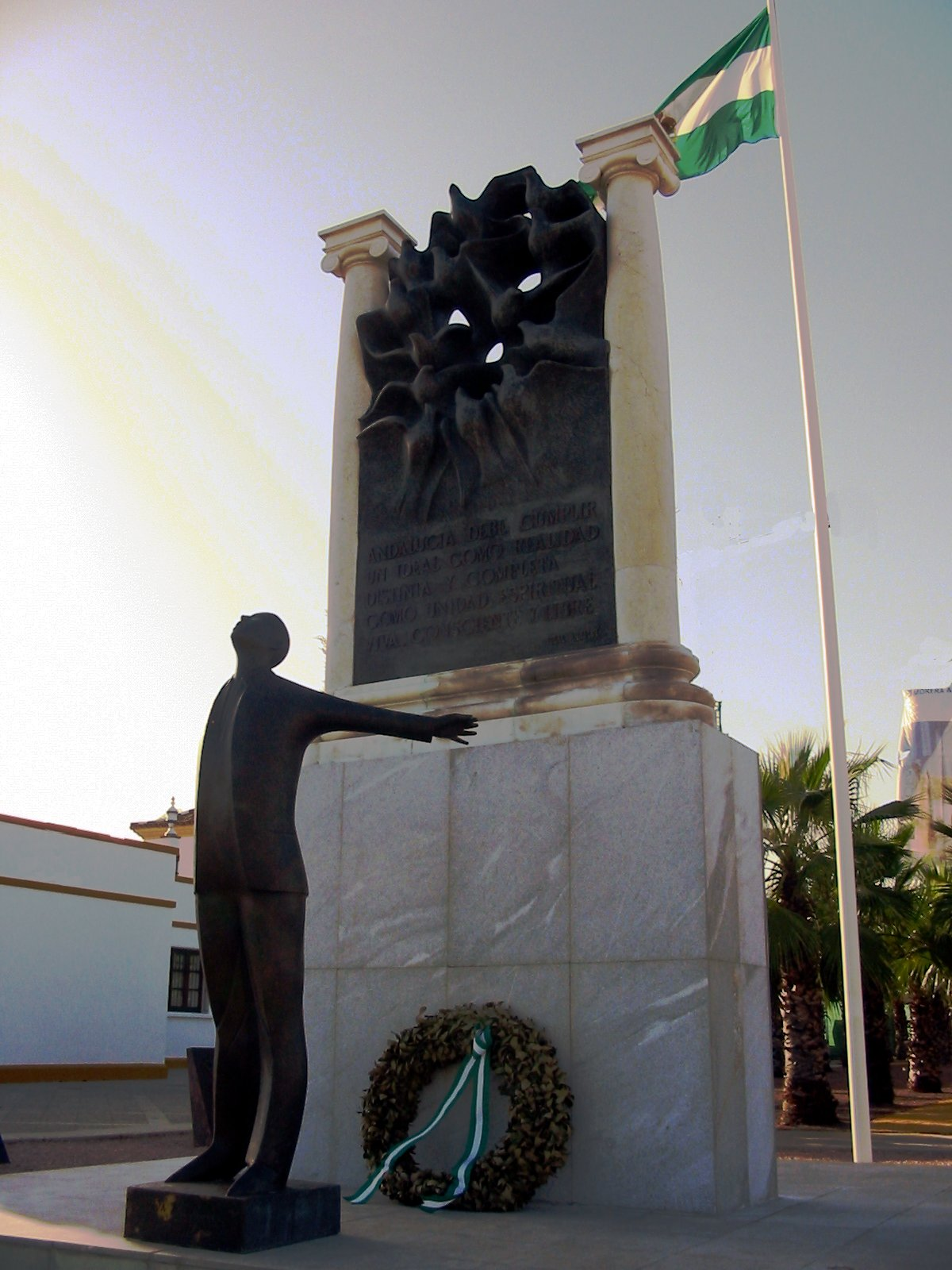
Monumento a Blas Infante (Sevilla).